# Live & Rare
Zie Live and Rare voor het album van KoЯn.
Live & Rare is een Japanse compilatie-cd van Rage Against the Machine-singles. Het zijn allemaal opnamen van concerten en is uitgebracht op 30 juni 1998.

## Tracks
1. "Bullet in the Head (Live)" – 5:44
2. "Settle for Nothing (Live)" – 4:57
3. "Bombtrack (Live)" – 5:55
4. "Take the Power Back (Live)" – 6:13
5. "Freedom (Live)" – 6:00
6. "Intro (Black Steel in the Hour of Chaos) (Live)" – 3:42 (met Chuck D van Public Enemy)
7. "Zapata's Blood (Live)" – 3:49
8. "Without a Face (Live)" – 4:06
9. "Hadda Be Playin' on the Jukebox (Live)" – 8:04 (gedicht van Allen Ginsberg)
10. "Fuck tha Police (Live)" – 4:09 (N.W.A cover)
11. "Darkness" – 3:41
12. "Clear the Lane" – 3:50
13. "The Ghost of Tom Joad" – 5:22 (Bruce Springsteen cover)

De originele versie van het album bevat niet nummer 13 van het album, The Ghost of Tom Joad.